# Esquirol volador d'Amèrica
Els esquirols voladors d'Amèrica (Glaucomys) són un gènere de rosegadors esciüromorfs de la família dels esciúrids que inclou tres espècies d'esquirols voladors autòctons dels boscos nord-americans.

## Taxonomia
- Glaucomys oregonensis
- Esquirol volador d'Amèrica septentrional (Glaucomys sabrinus)
- Esquirol volador d'Amèrica meridional (Glaucomys volans)